# Please Please Me (album)
Please Please Me volt a címe a Beatles első nemzetközi slágerének (a Love Me Do elsősorban otthonukban, Liverpoolban volt népszerű) és ezt választották első nagylemezük címéül is. A lemez 1963. március 22-én jelent meg az Egyesült Királyságban a producer, George Martin erőfeszítéseinek köszönhetően. Addig a zenekar csak két kislemezt adott ki, melyekből az 1962. október 5-én megjelent Love Me Do/P.S. I Love You mérsékelt sikert aratott, részben a menedzserük lemezboltja által lebonyolított nagyobb vásárlásnak köszönhetően, viszont a másik, az 1963. január 11-én megjelent Please Please Me/Ask Me Why az első, országosan is listavezető kiadvány lett.
Ekkoriban a zenekarok ritkán jelentettek meg nagylemezt addig, amíg valamely számuk hatalmas sikert nem ért el. Martin elérte az album kiadatását és annak több száma is sláger lett az Egyesült Királyságban és az Egyesült Államokban; némelyik csak a két évvel későbbi újrakiadáskor (Capitol: The Early Beatles). A lemez eredeti kiadása, ha jó állapotban maradt, manapság akár 5000 angol fontot is ér.
Az amerikai közönség csak egy kislemezüket ismerte (Please Please Me/Ask Me Why; 1963. február 25.) ezen nagylemezig, amelyik itt az Introducing… The Beatles címmel jelent meg a Vee-Jay Recordsnál. A „Please Please Me" és az „Ask Me Why" az amerikai kiadáson nem szerepelt.

## Háttér
A Beatles elődzenekara, a The Quarrymen 1956-ben alakult meg Liverpoolban. Egy évvel később a Quarrymen alapítója, John Lennon találkozott Paul McCartneyval, aki így basszusgitárosként került az együttesbe. 1958-ban egy új, ifjú gitáros érkezett az együttesbe, akit George Harrisonnak hívtak. A zenekar 1960-ban, Hamburgban vette fel a Beatles nevet, pontosabban átalakult. Stuart Sutcliffe, aki a Beatles egyik zenésze volt, nagy hatással volt megjelenésükre, stílusukra. Néhány tagcsere után 1961-re már úgy tűnt, végleges lesz az együttes felállása.
Ezekben az időkben az együttes gyakran járt Németországba, főleg Hamburgba klubokban zenélni. 1962 elején addigi kiadójuk a Decca megszakította az együttessel való együttműködését, mivel a cég vezetője, Mike Smith nem látott fantáziát az együttesben. Majd nem sokkal később a dobosukat, Pete Bestet lecserélték Ringo Starra, mivel új kiadójuk, a Parlophone zenei producere, George Martin nem volt megelégedve Best teljesítmnyével. Ezzel a felállással készült el az együttes első kislemeze, amely a „Love Me Do" és a „P.S. I Love You" c. dalokat tartalmazza. Az 1962. október 5-én megjelent kislemez csak mérsékelt sikert eredményezett. Következő kislemezük, ami a „Please Please Me" és az „Ask Me Why" c. dalokat tartalmazza, már jóval sikeresebb lett. Előbbi dal pedig az együttes első listavezető dala volt.
A zenekarok annak idején csak akkor adtak ki lemezeket, ha már több befutott slágerük volt. Miután a Beatles már több slágert is legyártott, George Martin elintézte nekik, hogy megjelenjen első nagylemezük. Az együttes végül a sikeres kislemez miatt úgy döntött, hogy kiadja első lemezét. Négy dalt nem kellett felvenniük, mivel azokat szinte a kislemezről tettek rá a nagylemezre.

## Felvételek
Meglepő módon a lemez tizennégy dalából tíz darab 13 óra alatt készültek el. A felvételek délelőtt 10:00-kor kezdődtek és este 22:45-kor fejezték be azokat. A nap legvégén a „Twist and Shout" című dalt adták elő, amit szándékosan tettek a felvételek végére, ugyanis Lennon torka addigra már annyira fájt, hogy épp a fájdalmas, kínzó előadás teszi ezt a felvételt egyedivé, felismerhetővé. Négy dalt („Love Me Do",„P.S. I Love You", „Please Please Me", „Ask Me Why") már korábban felvettek, illetve kislemezen is kiadták. A dalok egy részét nem a Beatles tagjai írták, hanem ismert rockszámok feldolgozásai voltak (ez akkoriban elterjedt szokás volt), ami betekintést enged a együttes tagjainak zenei ízlésébe. A „Boys" című számot Ringo Starr énekelte, aki később mindig lemezenként egy számot énekelt általában.
A „Hold Me Tight" c. dalt eredetileg szintén a munkamenetek alatt rögzítették, de a követelményeknek megfelelő többlet bizonyult, így az a dal nem szerepelt az albumon. A dalt végül 1963. szeptember 12-én újra felvették, és a dal ekkor már helyet kapott a With the Beatles című, soron következő Beatles-nagylemezen.
Az egész napi felvételek 400 fontba kerültek (ami 2019-ben 8400 fontnak felel meg). Martin egy későbbi interjúban elmondta: „Nem volt sok pénz a Parlophone-nál.  55 000 font éves költségvetéssel dolgoztam". Ezt a költségvetést a Martin névsorában szereplő összes művésznek fedeznie kellett. Külön-külön, a Zenészek Szakszervezetével kötött szerződés alapján minden egyes Beatles-tag 7,10 fontot (2019-es árfolyam szerint 158 fontot) kapott egyetlen háromórás ülésszakért.
A Please Please Me kétsávos felvételként készült az Abbey Road Stúdióban, eredetileg monóban, majd sztereóban. A Love Me Do-ról sosem készült sztereó felvétel, így az a lemezen álsztereóban hallható. Amikor a teljes Beatles-diszkográfiát újrakeverték 2009-ben, a monokeverékeket úgy választották meg, hogy felvegyék a sztereókiadásokra, azóta pedig ezek a variációk jelentek meg csak, beleértve az újabb összeállításokat is.
Február 20-án, amikor a felvételek már lezárultak, George Martin gyorsan felvette a „Misery" zongora- és a „Baby It's You" cselesztajátékát, majd később rávágta azt az említett dalokra.

## Zenei stílus
Az együttes zenéjére kevésbé hatott a blues, ami megmutatkozott a debütáló nagylemezükön is. A zenéjük valódi gyökere a popzene volt, egyesek őket tekintik a popzene atyjainak. A lemezen szintén erősen hallható a popzene műfaja, de a rock and roll is erősen megmutatkozik (főleg a feldolgozásokban). A „Please Please Me"-t a Merseybeat műfajba szokták sorolni.
A lemez nyitószáma, az „I Saw Her Standing There" elég különleges: a refrénben rock and roll daloknál szokatlan dallamvezetést alkalmaznak. A szám jó példája Ringo dobjátékának és Harrison Chuck Berry hatású gitárszólóinak. A második szám, a „Misery" szintén érdekes: a dallam először ismétlődően növekszik, a szöveg érzelmi töltése egyre intenzívebb, de a vége felé a dal lelassul: a dal emiatt az együttes újszerű dalai közé tartozott és meghatározó szerepet játszott a Beatles későbbi hangzásában. Az „Ask Me Why" lassú szerzemény, John Lennon szerint Smokey Robinson amerikai énekes műfaja inspirálta a dalt. A „Please Please Me" szövegét sokan szexuális tartalmúnak tekintették. Ezt az együttes tagadta.
A „Love Me Do" az együttes első listavezető slágere egy szívhezszóló popzene, Lennon harmonikajátékával. Érdekesség, hogy a kislemez (és az album) felvételén valójában Andy White játszott a dobokon (Ringo azalatt a csörgödobot szólaltatta meg). A soron következő dal, a „P.S. I Love You" egy mai füllel elavultnak tűnő, de szívhezszóló szerelmes dal, amit Paul McCartney a saját barátnőjének írta. Célja az volt, hogy biztosítsa a lányt arról, hogy nem sokára otthon lesz. Visszatérése után azonban szakítottak.
Az „A Taste of Honey" egy feldolgozás, akár az együttes jó néhány dala. Eredeti előadója Lenny Welch volt. A dal annyira népszerű volt Németországban, hogy az együttes ottani klubjaiban gyakran eljátszotta, noha az együttes tagjai saját bevallásuk szerint nem annyira szerették a számot. A következő dal, a „There's a Place" már jobban bejött az együttesnek. A dal Brian Wilson „In My Room" c. slágerére hasonlít mind zeneileg, mind szövegileg; mindkét dal arró szól, hogy az énekes nehezen boldogul a való világban és ezért visszavonul, egyedül, elzártan.
A lemez záró dala, a „Twist and Shout" szintén feldolgozás, eredetileg az Ohio-állambeli Isley Brothers adta elő.

## Megjelenés
A Please Please Me-t egy mono LP-cimkével együtt adták ki az Egyesült Királyságban, 1963. március 22-én. A lemez kiadója a Parlophone kiadó volt. Több mint egy hónappal később, 1963. április 26-án jelent meg a lemez sztereó változata, szintén a Parlophone kiadótólemezt 1987-ben CD-n is kiadták. 2009-ben pedig ismét megjelent, ekkor a lemezen hallható dalokat is megújították. 2009 óta pedig digitálisan is letölthető a lemez.
Az Egyesült Államokban nem jelent meg a Please Please Me, egészen addig, amíg a Beatles ezen a lemezen hallható dalait szabványosították az 1987-es CD-re. Az album legtöbb dala Amerikában az 1964-es Introducing... The Beatles és az 1965-ös The Early Beatles című lemezeken jelent meg. Kanadában a legtöbb dal szintén egy másik lemezen, a Twist and Shout-on jelent meg, de ott csak annyi változás történt, hogy az „I Saw Her Standing There és a „Misery" helyett a „From Me to You" és a „She Loves You" jelent meg a lemezen.
A 2009-ben felújított CD-kiadás kapható volt a The Beatles In Mono c. dobozkészlet részeként.

## Fogadtatás
| Kritikák                      | Kritikák  |
| Forrás                        | Értékelés |
| ----------------------------- | --------- |
| AllMusic                      | 5/5       |
| The A.V. Club                 | A         |
| Consequence of Sound          | A–        |
| The Daily Telegraph           | 4/5       |
| Encyclopedia of Popular Music | 4/5       |
| MusicHound                    | 3/5       |
| Paste                         | 92/100    |
| Pitchfork Media               | 9.5/10    |
| The Rolling Stone Album Guide | 5/5       |
| Sputnikmusic                  | 4/5       |

A Please Please Me 1963 májusában került fel az Egyesült Királyság albumlistájának élére és harminc héten keresztül ott is maradt, amíg a With the Beatles le nem szorította. Ez azért is volt meglepő, mert a listát addig filmzenék és vokalisták uralták. A Please Please Me volt az első nem filmzenei album, amely több mint egy évet töltött az albumlista top 10-ében, miután 62 hétig benne volt az összeállításban.
Steve Pond, a Rolling Stone Magazin kritikusa minden embernek ajánlotta a Please Please Me-t „a Beatles zeneiségének korlátlan öröméért". 2012-ben a Please Please Me a magazin Minden idők 500 legjobb albuma összeállításában a 39- helyen végzett. A Beatles korai albumai között az első helyen végzett a listán, az összes Beatles-album közül pedig a hatodik helyen szerepelt a Sgt. Pepper's Lonely Hearts Club Band, a Revolver, a Rubber Soul, a The Beatles és az Abbey Road mögött.
Az albumról két dal került be a Minden idők 500 legjobb dala listájába. Az „I Saw Her Standing There" a 139., a „Please Please Me" a 184. helyen végzett.

### 50. évforduló
2013-ban megünnepelték a lemez megjelenésének 50. évfordulóját. Az ünnep részeként modern művészek újra elénekelték a lemez tartalmát. A Stereophonics elnevezésű walesi együttes újra elénekelte az „I Saw Her Standing There" című dalt, amit ki is adtak. Az előadást a BBC Radio 2 élőben közvetítette.

## Az album dalai
| 1. | I Saw Her Standing There | John Lennon, Paul McCartney | Paul McCartney              | 2:55 |
| 2. | Misery                   | John Lennon, Paul McCartney | John Lennon, Paul McCartney | 1:49 |
| 3. | Anna (Go to Him)         | Arthur Alexander            | John Lennon                 | 2:55 |
| 4. | Chains                   | Gerry Goffin, Carole King   | George Harrison             | 2:23 |
| 5. | Boys                     | Luther Dixon, Wes Farrell   | Ringo Starr                 | 2:24 |
| 6. | Ask Me Why               | John Lennon, Paul McCartney | John Lennon                 | 2:24 |
| 7. | Please Please Me         | John Lennon, Paul McCartney | John Lennon, Paul McCartney | 1:59 |

| 1. | Love Me Do                   | John Lennon, Paul McCartney                 | Paul McCartney, John Lennon | 2:21 |
| 2. | P.S. I Love You              | John Lennon, Paul McCartney                 | Paul McCartney              | 2:04 |
| 3. | Baby It's You                | Mack David, Barney Williams, Burt Barbarach | John Lennon                 | 2:40 |
| 4. | Do You Want to Know a Secret | John Lennon, Paul McCartney                 | George Harrison             | 1:56 |
| 5. | A Taste of Honey             | Bobby Scott, Ric Marlow                     | Paul McCartney              | 2:03 |
| 6. | There's a Place              | John Lennon, Paul McCartney                 | John Lennon, Paul McCartney | 1:51 |
| 7. | Twist and Shout              | Phil Medley, Bert Russell                   | John Lennon                 | 2:32 |

## Közreműködők
Mark Lewisohn alapján.
| Beatles - John Lennon — ének, háttérvokál, ritmusgitár, akusztikus gitár, harmonika, tapsok - Paul McCartney — ének, háttérvokál, basszusgitár, tapsok - George Harrison — gitár, akusztikus gitár, tapsok, háttérvokál, ének: "Chains", "Do You Want to Know a Secret" - Ringo Starr — dob, csörgődob, maracas, tapsok, ének: "Boys" | Közreműködő zenészek - George Martin — zongora: "Misery", cseleszta: "Baby It's You" - Andy White — dob: "Love Me Do", "P.S. I Love You" | Produkció - George Martin — producer, mixer, további megállapodások - Norman Smith — mixer, hangmérnök - Tony Barrow — borítóterv - Angus McBean — borítókép |  |

## Helyezések és eladások
| Ország           | Helyezés |
| ---------------- | -------- |
| Német albumlista | 4        |
| Brit albumlista  | 1        |

| Ország             | Eladási minősítés | Eladás     |
| ------------------ | ----------------- | ---------- |
| Ausztrália         | arany             | 35 000+    |
| Dánia              | platina           | 20 000+    |
| Egyesült Királyság | platina           | 300 000+   |
| Kanada             | arany             | 50 000+    |
| Új-Zéland          | arany             | 7 500+     |
| USA                | platina           | 1 000 000+ |

Kislemezek
| Év   | Kislemez                      |
| ---- | ----------------------------- |
| 1962 | Love Me Do / P.S. I Love You  |
| 1963 | Please Please Me / Ask Me Why |